# Niet allen keren terug
Niet allen keren terug is een hoorspel van Peter M. Thouet, vertaald door Martha Zegerius. De AVRO zond het uit op donderdag 22 augustus 1968, met gitaarspel van Karel van der Velden. De regisseur was Dick van Putten. De uitzending duurde 50 minuten.

## Rolbezetting
- Harry Bronk & Huib Orizand (Ruiz & Jaime, twee gendarmes)
- Wam Heskes (Paco, een zwerver)
- Tonny Foletta (Nino, een kroegbaas)
- Willy Ruys, Han König & Rien van Noppen (Pedro, Pablo & Caesar, klanten van Nino)
- Eva Janssen (Maria)
- Corry van der Linden (haar dochtertje Palmira)

## Inhoud
Een Spaans bergdorp in Castilië, vier jaar na de burgeroorlog. De lucht trilt van de hitte en de grond barst van de droogte, maar Paco, de zwerver met de gitaar, durft te wedden dat er regen komt. De druiven aan de stok vragen erom en de bloemen kijken al naar het westen. Ook het arme vee klaagt op de droge wei. Maar er zijn ook dorpelingen, die nóg iemand verwachten: Manuel Jaquetti. Hij is vandaag uit de staatsgevangenis in Madrid ontslagen. Was hij een moordenaar? Niet iedereen zal zijn terugkomst op prijs stellen. Waarom? Het gebeurde tijdens de oorlog. De bewoners meenden dat het dorp niets zou overkomen, totdat op een nacht de roden verschenen. Ze kwamen zonder wapens, maar wel met honger. In de woning van Manuel kwam het tot een gevecht. Hij had een van de soldaten doodgeslagen en was in verwarring gevlucht. Later kwam hij in de gevangenis. In de ogen der wet was hij immers een moordenaar. Maar vandaag zal hij thuiskomen. Zal hij wraak nemen op de dorpsbewoners? De regen valt. De rivier kun je al horen ruisen. De wijnoogst is gered. Maar Manuel zal nergens kunnen schuilen op weg naar huis. De regen kwam, zal Manuel nu ook komen?